# Александр (Арва)
Архимандри́т Алекса́ндр (в миру Алексе́й Оле́гович А́рва; 26 сентября 1970, СССР) — священнослужитель Русской Православной Церкви, архимандрит, наместник Коневского Рождество-Богородичного мужского монастыря (2007—н. в.).
Тезоименитство — 30 августа (12 сентября) (память святого благоверного князя Александра Невского).

## Биография

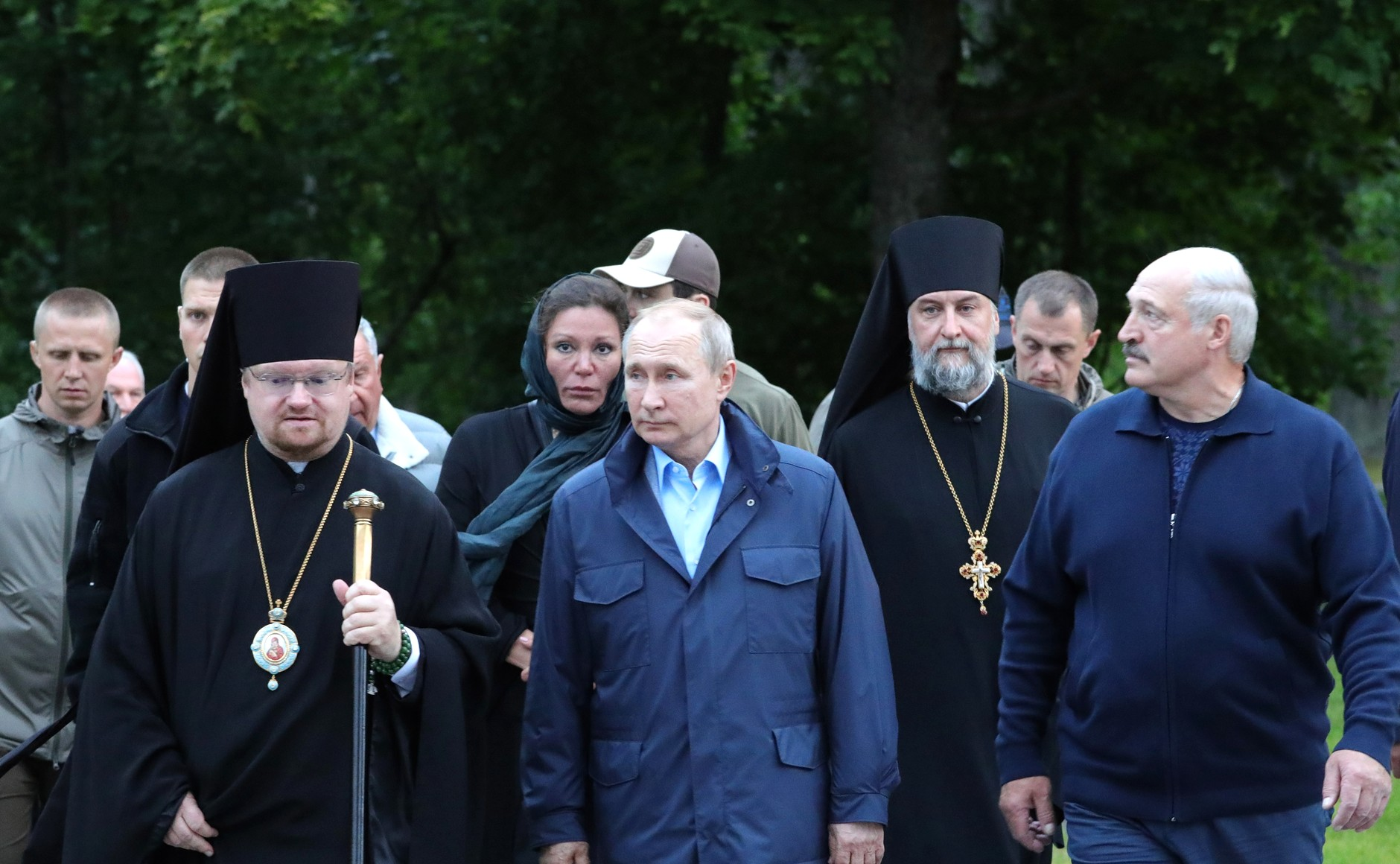
С Президентом России Владимиром Путиным и Президентом Беларуси Александром Лукашенко, 17 июля 2019 года

После окончания восьми классов поступил в Ленинградское речное училище. После второго курса пришлось уйти — подвело здоровье.
В декабре 1999 года стал послушником Коневского Рождество-Богородичного монастыря.
28 декабря 2002 года был пострижен в монашескую мантию с наречением имени Александр в честь святого благоверного князя Александра Невского.
6 февраля 2003 года рукоположен в иеродиакона, а 15 февраля 2004 года — в иеромонаха.
В монастыре нёс послушания регента, благочинного, эконома, помощника настоятеля монастыря.
С 1 ноября 2007 года стал исполняющим обязанности настоятеля Коневского монастыря. 27 декабря того же года решением Священного Синода Русской Православной Церкви официально назначен настоятелем Коневского Рождество-Богородичного мужского монастыря.
18 января 2008 года был возведён в сан игумена.
В 2008 году окончил заочное отделение Санкт-Петербургской духовной семинарии.
26 декабря 2013 года стал наместником Коневского монастыря, после того как Священный Синод утвердил в должности священноархимандрита Коневского Рождество-Богородичного мужского монастыря на острове Коневец преосвященного Игнатия, епископа Выборгского и Приозерского.
25 апреля 2014 года награждён правом ношения креста с украшениями
16 августа 2016 года участвовал в подписании соглашения о сотрудничестве в деле возрождения и реставрации Коневского Рождество-Богородичного монастыря при подготовке к празднованию в 2018 году 625-летия его основания между нефтегазовой компанией «Роснефть», правительством Ленинградской области и Выборгской епархией. После этого в монастыре начались масштабные восстановительные работы.
4 февраля 2017 года в городе Хельсинки (Финляндия) принимал участие в торжествах, посвящённых 25-летию общества «Коневец».
7 июля 2019 года Патриарх Кирилл совершил чин великого освящения верхнего храма собора Рождества Пресвятой Богородицы
11 июля 2019 года в верхнем храме Спасо-Преображенского собора Валаамского монастыря «за усердное служение Святой Церкви» Патриархом Кириллом возведён в сан архимандрита.
17 июля 2019 года принимал у себя в монастыре президента России Владимира Путина и Президента Беларуси Александра Лукашенко.